# Sphagnum krylovi
Sphagnum krylovi är en bladmossart som beskrevs av B.B. Semenov 1921. Sphagnum krylovi ingår i släktet vitmossor, och familjen Sphagnaceae. Inga underarter finns listade i Catalogue of Life.